# Heodes veronius
Heodes veronius är en fjärilsart som beskrevs av Hans Fruhstorfer 1930. Heodes veronius ingår i släktet Heodes och familjen juvelvingar. Inga underarter finns listade i Catalogue of Life.